# Ulrich Otto von Dewitz (Politiker)
Ulrich Otto von Dewitz (* 8. Oktober 1814 in Groß Miltzow; † 22. Februar 1871 ebenda) war ein mecklenburgischer Gutsbesitzer und Politiker.

## Leben
Ulrich Otto von Dewitz war Sohn des Gutsbesitzers Adolph von Dewitz (* 1787; † 1816) und der Amalie von Schöning († 1840), sowie Enkel des Geheimen Ratspräsidenten Otto Ulrich von Dewitz aus der Miltzower Linie der mecklenburgischen Adelsfamilie von Dewitz. Ihm gehörten die Güter Miltzow, Helpt, Ulrichshof und das in einer preußischen Exklave belegene Krumbeck, das er von seinem Onkel Otto Ernst von Dewitz ererbte. Ulrich Otto von Dewitz studierte 1833 Rechtswissenschaften an der Universität Göttingen und wurde Mitglied des Corps Vandalia Göttingen. Als Gutsherr wurde er als Pferdezüchter bekannt. Auch war er seit 1853 als Ehrenritter im Johanniterorden, wurde 1869 dort Rechtsritter und saß im Konvent der Mecklenburgischen Genossenschaft des Ordens.
Als Parlamentarier gehörte er 1848 als Abgeordneter der Mecklenburgischen Abgeordnetenversammlung für den Wahlkreis Mecklenburg-Strelitz / Stargardischer Kreis 12 an, wo er als Gegner der Demokratie die Interessen der mecklenburgischen Ritterschaft vertrat und sich für eine enge Anlehnung an Preußen aussprach. Er gehörte zu den drei Vertrauensmännern, die bei der preußischen Regierung das Schiedsverfahren beantragten, das dann zum Freienwalder Schiedsspruch führte, und war damit kausal für die Wiederherstellung der alten landständischen Verfassung in beiden Mecklenburg. Er vertrat Mecklenburg zeitweilig als Gesandter beim Deutschen Bund in Frankfurt am Main.

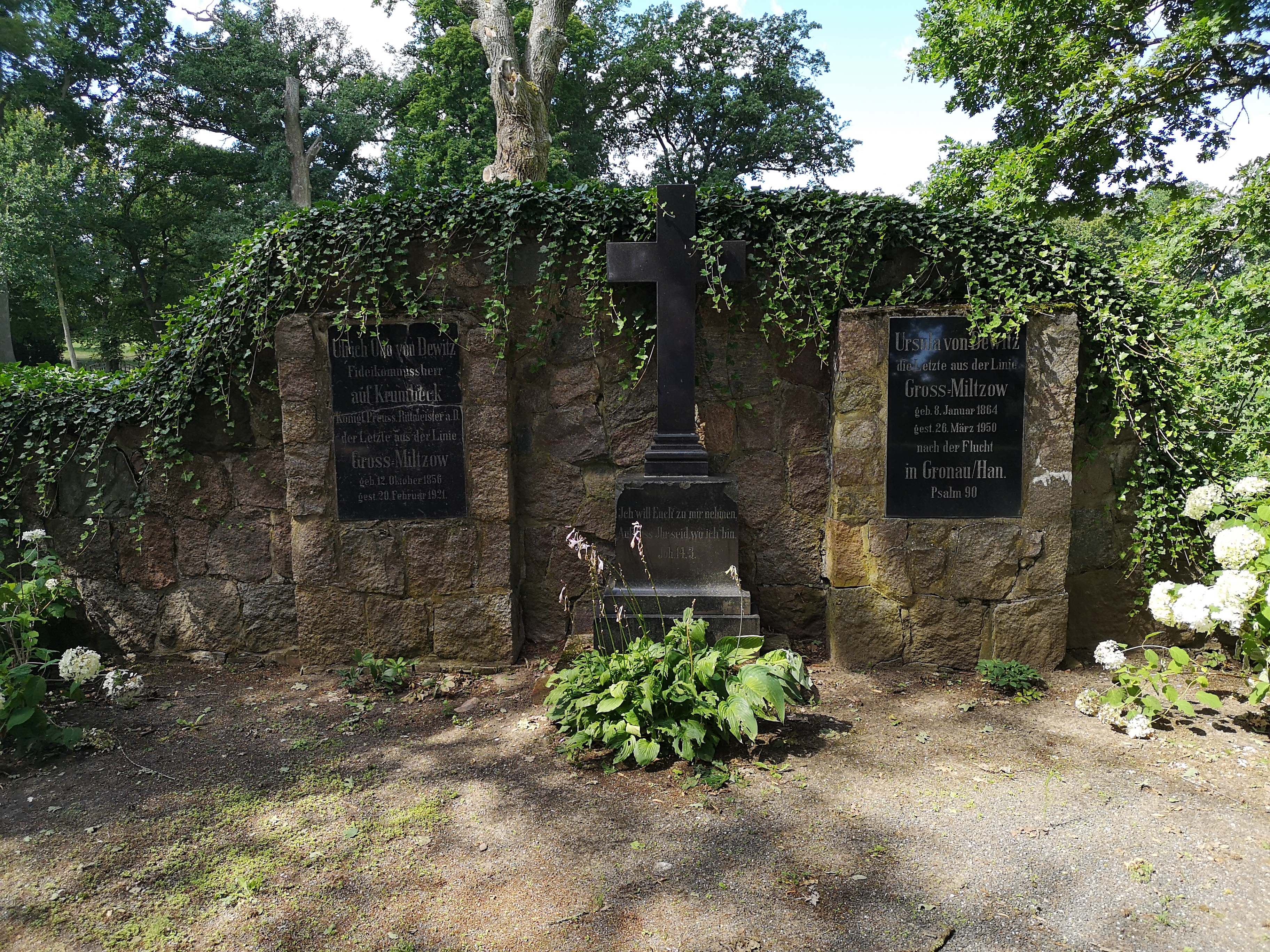
Grabstein von Otto Ulrich und Ursula

1845 vermählte sich Dewitz mit Freiin Hedwig von Maltzahn a.d.H. Sarow (* 1819; † 1888), mit der er einen Sohn Otto Ulrich (* 1856; † 1921), Rechtsritter des Johanniterordens und königlich preußischer Premierleutnant a. D., sowie eine Tochter Ursula (* 1864; † 1950) hatte. Er starb 1871 von eigener Hand. Da seine Erben unverheiratet blieben, starb die Linie Dewitz-Miltzow mit deren Tode aus. Mitte des 19. Jahrhunderts stiftete er noch zur Erbfolgeregelung für Krumbeck einen Familienfideikommiss. Für seine Erbin Tochter Ursula war dies nicht vom direkten Vorteil und sie bildete daraus später ein Allodialgut.

## Dewitz und Bismarck
Dewitz war ein Vetter von Otto von Bismarck und stand mit diesem seit Kindertagen zeit seines Lebens in Kontakt. Beide studierten etwa zeitgleich in Göttingen, wo Dewitz auch die letzte Göttinger Mensur Bismarcks sekundierte, und wieder in Frankfurt beim Bundestag. Sie blieben in lebenslangem Briefkontakt.

## Schriften
- Verbesserung des Schulwesens in Krumbeck. 1845.